# Extension (Louisiana)
Extension ist eine Unincorporated Community in Franklin Parish, Louisiana in den Vereinigten Staaten.

## Persönlichkeiten
- Richard Berry (1935–1997), US-amerikanischer Sänger und Songwriter[2]